# رسوایی (فیلم ۱۹۵۰)
رسوایی (به ژاپنی: 醜聞) فیلمی به نویسندگی و کارگردانی آکیرا کوروساوا است که در سال ۱۹۵۰ منتشر شد. در این فیلم توشیرو میفونه، تاکاشی شیمورا و یوشیکو اوتاکا به ایفای نقش پرداخته‌اند.